# Cheilotrichia (Cheilotrichia) monosticta
Cheilotrichia (Cheilotrichia) monosticta is een tweevleugelige uit de familie steltmuggen (Limoniidae). De soort komt voor in het Oriëntaals gebied.